# قائمة إصدارات الطوابع في العراق (1931-1940)
هذه قائمة بإصدارات الطوابع في العراق للفترة 1931-1940:

## 1931
الإصدار الثاني الذي يحمل صورة الملك فيصل الأول.
| #  | تاريخ الإصدار | الوصف                                 | الصورة | القيمة           | الحجم         |
| -- | ------------- | ------------------------------------- | ------ | ---------------- | ------------- |
| 1  | 1931          | صورة الملك فيصل الأول بلون أخضر       |        | نصف آنة          | 20 * 24 ملم   |
| 2  | 1931          | صورة الملك فيصل الأول بلون بني محمر   |        | آنة واحدة        | 20.5 * 24 ملم |
| 3  | 1931          | صورة الملك فيصل الأول بلون أحمر كارمن |        | آنة ونصف         | غيرمتوفر      |
| 4  | 1931          | صورة الملك فيصل الأول بلون برتقالي    |        | آنتان            | 20 * 24 ملم   |
| 5  | 1931          | صورة الملك فيصل الأول بلون أزرق       |        | ثلاث آنات        | 20 * 24 ملم   |
| 6  | 1931          | صورة الملك فيصل الأول بلون أرجواني    |        | أربع آنات        | 20 * 24 ملم   |
| 7  | 1931          | صورة الملك فيصل الأول بلون أزرق مخضر  |        | ست آنات          | 20 * 24 ملم   |
| 8  | 1931          | صورة الملك فيصل الأول بلون أخضر داكن  |        | ثمان آنات        | 20 * 24 ملم   |
| 9  | 1931          | صورة الملك فيصل الأول بلون ماروني     |        | روبية واحدة      | 26 * 26 ملم   |
| 10 | 1931          | صورة الملك فيصل الأول بلون بني مصفر   |        | روبيتان          | غير متوفر     |
| 11 | 1931          | صورة الملك فيصل الأول بلون برتقالي    |        | خمس روبيات       | 25 * 25 ملم   |
| 12 | 1931          | صورة الملك فيصل الأول بلون أحمر       |        | عشر روبيات       | 25 * 25 ملم   |
| 13 | 1931          | صورة الملك فيصل الأول بلون بنفسجي     |        | خمس وعشرون روبية | غير متوفر     |

## 1932
الإصدار الأول لعام 1932 حمل توشيحا بالفلس والدينار العراقي لطوابع سابقة كانت بالعملة الهندية (الروبية والآنة).
| #  | تاريخ الإصدار | الوصف | الصورة | القيمة     | الحجم       |
| -- | ------------- | --- | ------ | ---------- | ----------- |
| 1  | 1 نيسان 1932  | صورة الملك فيصل الأول بلون أخضر كانت قيمته نصف آنة وقد وُشّح بقيمة فلسين |        | فلسان      | 20 * 24 ملم |
| 2  | 1 نيسان 1932  | صورة الملك فيصل الأول بلون أخضر كانت قيمته نصف آنة وقد وُشّح بقيمة ثلاثة فلوس                                                                                                   |        | 3 فلوس     | 20 * 24 ملم |
| 3  | 1 نيسان 1932  | صورة الملك فيصل الأول بلون بني محمر كانت قيمته آنة واحدة وقد وُشّح بقيمة أربعة فلوس                                                                                             |        | 4 فلوس     | 20 * 24 ملم |
| 4  | 1 نيسان 1932  | صورة الملك فيصل الأول بلون بني محمر كانت قيمته آنة واحدة وقد وُشّح بقيمة خمسة فلوس                                                                                              |        | 5 فلوس     | 20 * 24 ملم |
| 5  | 1 نيسان 1932  | صورة الملك فيصل الأول بلون أحمر كارمن كانت قيمته آنة ونصف وقد وُشّح بقيمة ثمانية فلوس                                                                                           |        | 8 فلوس     | 20 * 24 ملم |
| 6  | 1 نيسان 1932  | صورة الملك فيصل الأول بلون برتقالي كانت قيمته آنتين وقد وُشّح بقيمة عشرة فلوس                                                                                                   |        | 10 فلوس    | 20 * 24 ملم |
| 7  | 1 نيسان 1932  | صورة الملك فيصل الأول بلون أزرق كانت قيمته 3 آنات وقد وُشّح بقيمة خمسة عشر فلسا                                                                                                 |        | 15 فلسا    | 20 * 24 ملم |
| 8  | 1 نيسان 1932  | صورة الملك فيصل الأول بلون أرجواني كانت قيمته 4 آنات وقد وُشّح بقيمة عشرين فلسا                                                                                                 |        | 20 فلسا    | 20 * 24 ملم |
| 9  | 1 نيسان 1932  | طابع من مجموعة إصدار 1923 ويظهر صورة رجل يمتطي جملا ويحمل راية مكتوب عليها "نصر من الله وفتح قريب" بلون أرجواني غامق، كانت قيمته الطابع 4 آنات وقد وُشّح بقيمة خمسة وعشرين فلسا |        | 20 فلسا    | غير متوفر   |
| 10 | 1 نيسان 1932  | صورة الملك فيصل الأول بلون أزرق مخضر كانت قيمته 6 آنات وقد وُشّح بقيمة عشرة فلوس                                                                                                |        | 30 فلسا    | 20 * 24 ملم |
| 11 | 1 نيسان 1932  | صورة الملك فيصل الأول بلون أخضر داكن كانت قيمته 8 آنات وقد وُشّح بقيمة أربعين فلسا                                                                                              |        | 40 فلسا    | 20 * 24 ملم |
| 12 | 1 نيسان 1932  | صورة الملك فيصل الأول بلون ماروني كانت قيمته روبية واحدة وقد وُشّح بقيمة خمسة وسبعين فلسا                                                                                       |        | 75 فلسا    | 26 * 26 ملم |
| 13 | 1 نيسان 1932  | صورة الملك فيصل الأول بلون بني مصفر كانت قيمته روبيتان وقد وُشّح بقيمة مئة فلس                                                                                                  |        | 100 فلس    | غير متوفر   |
| 14 | 1 نيسان 1932  | صورة الملك فيصل الأول بلون برتقالي كانت قيمته خمس روبيات وقد وُشّح بقيمة مئتي فلس                                                                                               |        | 200 فلس    | غير متوفر   |
| 15 | 1 نيسان 1932  | صورة الملك فيصل الأول بلون أحمر كانت قيمته عشر روبيات وقد وُشّح بقيمة نصف دينار                                                                                                 |        | نصف دينار  | غير متوفر   |
| 16 | 1 نيسان 1932  | صورة الملك فيصل الأول بلون بنفسجي كانت قيمته خمس وعشرون روبية وقد وُشّح بقيمة دينار واحد                                                                                        |        | دينار واحد | غير متوفر   |

الإصدار الثاني لعام 1932، وظهر عليها القيمة بالفلس والدينار العراقي:
| #  | تاريخ الإصدار | الوصف                                                     | الصورة | القيمة     | الحجم       |
| -- | ------------- | --------------------------------------------------------- | ------ | ---------- | ----------- |
| 1  | 9 أيار 1932   | صورة الملك فيصل الأول بلون أزرق بقيمة فلسين               |        | فلسان      | 20 * 24 ملم |
| 2  | 9 أيار 1932   | صورة الملك فيصل الأول بلون أخضر بقيمة ثلاثة فلوس          |        | 3 فلوس     | 20 * 24 ملم |
| 3  | 9 أيار 1932   | صورة الملك فيصل الأول بلون بني محمر بقيمة أربعة فلوس      |        | 4 فلوس     | غير متوفر   |
| 4  | 9 أيار 1932   | صورة الملك فيصل الأول بلون أخضر داكن بقيمة خمسة فلوس      |        | 5 فلوس     | 20 * 24 ملم |
| 5  | 9 أيار 1932   | صورة الملك فيصل الأول بلون أحمر كارمن بقيمة ثمانية فلوس   |        | 8 فلوس     | 20 * 24 ملم |
| 6  | 9 أيار 1932   | صورة الملك فيصل الأول بلون برتقالي بقيمة عشرة فلوس        |        | 10 فلوس    | 20 * 24 ملم |
| 7  | 9 أيار 1932   | صورة الملك فيصل الأول بلون أزرق بقيمة خمسة عشر فلسا       |        | 15 فلسا    | 20 * 24 ملم |
| 8  | 9 أيار 1932   | صورة الملك فيصل الأول بلون برتقالي بقيمة عشرين فلسا       |        | 20 فلسا    | 20 * 24 ملم |
| 9  | 9 أيار 1932   | صورة الملك فيصل الأول بلون بنفسجي بقيمة خمسة وعشرين فلسا  |        | 25 فلسا    | 20 * 24 ملم |
| 10 | 9 أيار 1932   | صورة الملك فيصل الأول بلون زيتوني بقيمة ثلاثين فلسا       |        | 30 فلسا    | 20 * 24 ملم |
| 11 | 9 أيار 1932   | صورة الملك فيصل الأول بلون أرجواني بقيمة أربعين فلسا      |        | 40 فلسا    | 20 * 24 ملم |
| 12 | 9 أيار 1932   | صورة الملك فيصل الأول بلون بني بقيمة خمسين فلسا           |        | 50 فلسا    | 25 * 25 ملم |
| 13 | 9 أيار 1932   | صورة الملك فيصل الأول بلون لازوردي بقيمة خمسة وسبعين فلسا |        | 75 فلسا    | غير متوفر   |
| 14 | 9 أيار 1932   | صورة الملك فيصل الأول بلون آخضر غامق بقيمة مئة فلس        |        | 100 فلس    | غير متوفر   |
| 15 | 9 أيار 1932   | صورة الملك فيصل الأول بلون أحمر بقيمة مئتي فلس            |        | 200 فلس    | غير متوفر   |
| 16 | 9 أيار 1932   | صورة الملك فيصل الأول بلون أزرق داكن بقيمة نصف دينار      |        | نصف دينار  | غير متوفر   |
| 17 | 9 أيار 1932   | صورة الملك فيصل الأول بلون ماروني بقيمة دينار واحد        |        | دينار واحد | غير متوفر   |

## 1934
الإصدار الأول من إصدارات الملك غازي الأول:
| #  | تاريخ الإصدار  | الوصف                                 | الصورة | القيمة     | الحجم       |
| -- | -------------- | ------------------------------------- | ------ | ---------- | ----------- |
| 1  | 11 حزيران 1934 | صورة الملك غازي الأول بلون بنفسجي     |        | فلس واحد   | 20 * 24 ملم |
| 2  | 11 حزيران 1934 | صورة الملك غازي الأول بلون لازوردي    |        | فلسان      | 20 * 24 ملم |
| 3  | 11 حزيران 1934 | صورة الملك غازي الأول بلون أخضر       |        | 3 فلوس     | 20 * 24 ملم |
| 4  | 11 حزيران 1934 | صورة الملك غازي الأول بلون بني محمر   |        | 4 فلوس     | 20 * 24 ملم |
| 5  | 11 حزيران 1934 | صورة الملك غازي الأول بلون أخضر داكن  |        | 5 فلوس     | 20 * 24 ملم |
| 6  | 11 حزيران 1934 | صورة الملك غازي الأول بلون أحمر كارمن |        | 8 فلوس     | 20 * 24 ملم |
| 7  | 11 حزيران 1934 | صورة الملك غازي الأول بلون برتقالي    |        | 10 فلوس    | 20 * 24 ملم |
| 8  | 11 حزيران 1934 | صورة الملك غازي الأول بلون أزرق       |        | 15 فلسا    | 20 * 24 ملم |
| 9  | 11 حزيران 1934 | صورة الملك غازي الأول بلون برتقالي    |        | 20 فلسا    | 20 * 24 ملم |
| 10 | 11 حزيران 1934 | صورة الملك غازي الأول بلون بنفسجي     |        | 25 فلسا    | 20 * 24 ملم |
| 11 | 11 حزيران 1934 | صورة الملك غازي الأول بلون زيتوني     |        | 30 فلسا    | 20 * 24 ملم |
| 12 | 11 حزيران 1934 | صورة الملك غازي الأول بلون أرجواني    |        | 40 فلسا    | 20 * 24 ملم |
| 13 | 11 حزيران 1934 | صورة الملك غازي الأول بلون بني غامق   |        | 50 فلسا    | غير متوفر   |
| 14 | 11 حزيران 1934 | صورة الملك غازي الأول بلون لازوردي    |        | 75 فلسا    | غير متوفر   |
| 15 | 11 حزيران 1934 | صورة الملك غازي الأول بلون آخضر غامق  |        | 100 فلس    | غير متوفر   |
| 16 | 11 حزيران 1934 | صورة الملك غازي الأول بلون أحمر غامق  |        | 200 فلس    | غير متوفر   |
| 17 | 11 حزيران 1934 | صورة الملك غازي الأول بلون أزرق داكن  |        | نصف دينار  | غير متوفر   |
| 18 | 11 حزيران 1934 | صورة الملك غازي الأول بلون ماروني     |        | دينار واحد | غير متوفر   |

الإصدار الثاني من إصدارات الملك غازي الأول وقد صدرت طوابع موشحة بعبارة رسمي وعبارة (ON STATE SERVICE):
| #  | تاريخ الإصدار | الوصف                                 | الصورة | القيمة     | الحجم       |
| -- | ------------- | ------------------------------------- | ------ | ---------- | ----------- |
| 1  | حزيران 1934   | صورة الملك غازي الأول بلون لازوردي    |        | فلسان      | 20 * 24 ملم |
| 2  | حزيران 1934   | صورة الملك غازي الأول بلون أخضر       |        | 3 فلوس     | 20 * 24 ملم |
| 3  | حزيران 1934   | صورة الملك غازي الأول بلون بني محمر   |        | 4 فلوس     | 20 * 24 ملم |
| 4  | حزيران 1934   | صورة الملك غازي الأول بلون أخضر داكن  |        | 5 فلوس     | 20 * 24 ملم |
| 5  | حزيران 1934   | صورة الملك غازي الأول بلون أحمر كارمن |        | 8 فلوس     | 20 * 24 ملم |
| 6  | حزيران 1934   | صورة الملك غازي الأول بلون برتقالي    |        | 10 فلوس    | 20 * 24 ملم |
| 7  | حزيران 1934   | صورة الملك غازي الأول بلون أزرق       |        | 15 فلسا    | 20 * 24 ملم |
| 8  | حزيران 1934   | صورة الملك غازي الأول بلون برتقالي    |        | 20 فلسا    | 20 * 24 ملم |
| 9  | حزيران 1934   | صورة الملك غازي الأول بلون بنفسجي     |        | 25 فلسا    | 20 * 24 ملم |
| 10 | حزيران 1934   | صورة الملك غازي الأول بلون زيتوني     |        | 30 فلسا    | 20 * 24 ملم |
| 11 | حزيران 1934   | صورة الملك غازي الأول بلون أرجواني    |        | 40 فلسا    | 20 * 24 ملم |
| 12 | حزيران 1934   | صورة الملك غازي الأول بلون بني غامق   |        | 50 فلسا    | غير متوفر   |
| 13 | حزيران 1934   | صورة الملك غازي الأول بلون لازوردي    |        | 75 فلسا    | غير متوفر   |
| 14 | حزيران 1934   | صورة الملك غازي الأول بلون آخضر غامق  |        | 100 فلس    | غير متوفر   |
| 15 | حزيران 1934   | صورة الملك غازي الأول بلون أحمر غامق  |        | 200 فلس    | غير متوفر   |
| 16 | حزيران 1934   | صورة الملك غازي الأول بلون أزرق داكن  |        | نصف دينار  | غير متوفر   |
| 17 | حزيران 1934   | صورة الملك غازي الأول بلون ماروني     |        | دينار واحد | غير متوفر   |

## 1938
صدر طابع يحتوي على صورة الملك غازي بقيمة فلس واحد مشابه للطابع ذي الفلس الواحد الذي صدر عام 1934 ولكنه موشح بعبارة رسمي وبعبارة (ON STATE SERVICE) في السابع من آب:
| # | تاريخ الإصدار | الوصف                                                                         | الصورة | القيمة   | الحجم       |
| - | ------------- | ----------------------------------------------------------------------------- | ------ | -------- | ----------- |
| 1 | 7 آب 1938     | صورة الملك غازي الأول بلون بنفسجي موشح بعبارة رسمي وبعبارة (ON STATE SERVICE) |        | فلس واحد | 20 * 24 ملم |